# Naoya Tsukahara
Naoya Tsukahara, em japonês 塚原 直也  Tsukahara Naoya, (Nagasaki, 25 de junho de 1977) é um ginasta japonês, que competi em provas de ginástica artística pela Austrália. 
Treinado pelo campeão olímpico, Nikolai Andrianov, Naoya começou na ginástica por incentivo dos pais Cheiko Oda e Mitsuo Tsukahara, ambos ginastas. Seu primeiro campeonato foram os Jogos Asiáticos Júnior, no qual atingiu a sexta colocação nas argolas. Em campeonatos nacionais, Tsukahara é tetracampeão do concurso geral. Em Jogos Asiáticos, apesar de ter participado de apenas uma edição, conquistou duas medalhas, de bronze, uma no salto e outra no individual geral. Após o afastamenteo de Andrianov, Mitsuo assumiu o treinamento do filho até o final da carreira. Em mundiais, Naoya participou de quatro edições. Na primeira, o Campeonato de Lausana, na Suíça, o atleta conquistou o bronze no concurso geral e nas barras paralelas. Na seguinte, o Mundial de Taijin, na China, conquistou a prata do geral individual. Na terceira, o Mundial de Anaheim, nos Estados Unidos, conquistou o bronze por equipes e na quarta no Campeonato da Antuépia, na Bélgica,onde conseguiu a 26º posição e foi o 2º reserva da final do  Individual geral .
Participando de três edições olímpicas, Tsukahara, conquistou uma medalha, de ouro, na última edição, os Jogos de Atenas. Anteriormente, sua melhor colocação havia sido o quarto lugar por equipes e o 12º no individual geral.